# D959 (Maine-et-Loire)
De D959 is een departementale weg in het Franse departement Maine-et-Loire. De weg loopt van de grens met Indre-et-Loire via Bois-Rimes naar de grens met Sarthe. In Indre-et-Loire loopt de weg verder als D959 naar Tours. In Sarthe loopt de weg als D306 verder naar La Flèche en Laval.

## Geschiedenis
Oorspronkelijk was de D959 onderdeel van de N159. In 1973 werd de weg overgedragen aan het departement Maine-et-Loire, omdat de weg geen belang meer had voor het doorgaande verkeer. De weg is toen omgenummerd tot D959.